# Yapı Kredi Bankası
Yapı Kredi Bankas' (en français : Banque du crédit immobilier) est une banque turque créée en 1944.

## Participations financières
La banque est détenue par :
- Koç Holding
- Çukurova Holding
- Fonds d'assurance des dépôts d'épargne (TMSF)